# Ulva lactuca
Laitue de mer
Espèce
Ulva lactuca, la Laitue de mer, est une espèce d'algues vertes marine, nitrophile, de l'ordre des Ulvales et de la famille des Ulvaceae.

## Description morphologique
Elle est formée d'un thalle, plus précisément un nématothalle, mince et aplati, souvent lobé, ne comportant que deux couches de cellules possédant chacune un seul chloroplaste (organite contenant de la chlorophylle). Cette lame souple peut varier du vert foncé au vert clair et peut atteindre un mètre de longueur dans des eaux riches en matières organiques (la taille est cependant très variable, généralement entre 20 et 60 cm). L'algue adhère au substrat grâce à un petit disque de fixation, surmonté d'un stipe très court.

## Reproduction et cycle de vie
Leur durée de vie est de quelques mois, mais on en trouve toute l'année, car ces individus se renouvellent, surtout au printemps et en été. 
La laitue de mer présente un cycle digénétique haplodiplophasique isomorphe. Les sporophytes et gamétophytes sont morphologiquement proches. L'adulte diploïde produit des zoospores haploïdes par méiose. Ceux-ci deviennent des algues haploïdes mâles ou femelles similaires à l’algue d'origine. Une fois relâchées, les gamètes flagellées sont mobiles : il y a planogamie. Ces gamètes s'unissent pour former un zygote dont la germination aboutit à une algue diploïde,,.
Lors de la fécondation, les flagelles des deux gamètes sont conservés.
La laitue de mer est un indicateur du phénomène d'eutrophisation des eaux et peut devenir envahissante.

## Répartition et habitat
La laitue de mer est une espèce cosmopolite qui pousse généralement au niveau de l'étage supralittoral, mais elle peut se développer jusqu'à 10 mètres de profondeur. Elle peut se fixer sur n'importe quel substrat solide : rocher, digue, jetée, coquille voire sur la carapace d'un crabe. Elle vit dans l'océan Atlantique et les mers attenantes (mer Baltique, mer du Nord, Manche, mer Méditerranée), en mer Noire et dans l'océan Pacifique[réf. nécessaire].

## Ulva lactucaet l’humain

### Pollution
Espèce nitrophile, elle est un bioindicateur de l'eutrophisation. Elle est également un bioindicateur de la pollution maritime par les métaux Mn, Fe, Ni, Cu, Zn, Cd et Pb au voisinage d'émissaires d'eaux urbaines usées (zones dépourvues d'installations de traitement des déchets).
Elle fait aussi partie des algues dont on a montré qu'elles peuvent facilement bioaccumuler le thallium (polluant émergent et plus toxique que le plomb, le mercure et le cadmium). Après 48 heures d'exposition à 10 μg/L de thallium dans l'eau de mer (avec une salinité côtière (salinité : 33) ou estuarienne (20), un facteur d'accumulation d'environ 900 mL/g est mesuré (dans les deux milieux). Presque tout le thallium accumulé par l'algue est internalisée (« Le thallium accumulé par U. lactuca résistant à une extraction à l'EDTA et donc par définition opérationnel, internalisé, dépasse 90 % dans les deux cas »). « L'accumulation et la toxicité de Tl en présence d'un excès d'environ 105 fois son analogue biogéochimique, le potassium, suggèrent que Tl a une phytotoxicité intrinsèque élevée et que son mode d'action implique la perméation de la membrane cellulaire sous forme de Tl+ à travers NaCl–KCl co- sites transporteurs plutôt que (ou en plus) du transport par les canaux ioniques K+ ».

### Consommation
Cette algue peut se manger crue ou cuite. La laitue de mer a été consommée en France lors des disettes. Actuellement, elle sert aussi de fertilisant en agriculture, particulièrement lorsqu'elle prolifère à la suite de l'eutrophisation des eaux.
Pour le prélèvement dans un but alimentaire, préférer des algues jeunes, accrochées à un substrat et souvent immergées et profiter des grandes marées. Elle peut être séchée (à l’abri du soleil, pendant 2 ou 3 jours suivant la température), congelée ou consommée fraîche. Comme beaucoup d'algues comestibles, elle est riche en sels minéraux, en protéines et en vitamines.